# 江口 (新潟市)
- 日本 > 新潟県 > 新潟市 > 江南区 (新潟市) > 江口 (新潟市)
- 日本 > 新潟県 > 新潟市 > 東区 (新潟市) > 江口 (新潟市)

江口（えぐち）は、新潟県新潟市江南区及び東区の町字。郵便番号は950-0101。

## 概要
1901年（明治34年）から現在までの大字。阿賀野川下流左岸に位置する。もとは安土桃山時代から1901年（明治34年）まであった江口村の区域の一部。

### 隣接する町字
北から東回り順に、以下の町字と隣接する。
- 東区本所
- 大淵
- 西野
- 東区岡山

※阿賀野川を挟んで北区高森と隣接。

## 歴史

### 分立した町字
1889年（明治22年）以後に、以下の町字が分立。
三百地（さんびゃくぢ）
2006年（平成18年）6月26日に分立した町字。

### 年表
- 1901年（明治34年）11月1日 : 合併により大江山村の大字となる。
- 1957年（昭和32年）5月3日 : 合併により新潟市の大字となる。
- 2007年（平成19年）4月1日 : 新潟市の政令指定都市移行により、江南区及び東区の大字となる。

## 世帯数と人口
2018年（平成30年）1月31日現在の世帯数と人口は以下の通りである。
| 区     | 大字 | 世帯数  | 人口  |
| ------ | ---- | ------- | ----- |
| 江南区 | 江口 | 311世帯 | 851人 |
| 東区   | 江口 | 0世帯   | 0人   |

## 小・中学校の学区
市立小・中学校に通う場合、学区は以下の通りとなる。
| 区     | 番地                                                                                            | 小学校                 | 中学校               |
| ------ | ----------------------------------------------------------------------------------------------- | ---------------------- | -------------------- |
| 江南区 | 2番地、4～18番地、38～66番地 90～99番地、100～107番地 112～122番地、148～175番地 176番地1・5～8 | 新潟市立東中野山小学校 | 新潟市立東石山中学校 |
| 江南区 | 上記以外                                                                                        | 新潟市立大淵小学校     | 新潟市立大江山中学校 |
| 東区   | 全域                                                                                            | 新潟市立大淵小学校     | 新潟市立大江山中学校 |

## 交通

### 道路
高速道路
- 東日本高速道路
  - 日本海東北自動車道
    - 新潟空港インターチェンジ

県道
- 新潟県道16号新潟亀田内野線
- 新潟県道17号新潟村松三川線

### バス
新潟交通路線バス
- 郊外線（下木戸・一日市方面）
  - 下江口停留所 - 上江口停留所
    - 741 一日市・大江山線 大形本町経由 大江山方面